# Sara Bull
Sara Jeanette Bull, född 9 december 1980 i Tynnered i Göteborg, är en svensk journalist och tv-producent.

## Utbildning
Sara Bull studerade språk och psykologi vid Göteborgs universitet och journalistik och medieproduktion vid Linnéuniversitetet i Kalmar. Hon har läst copywriting på Berghs School of Communication samt filmskådespelarteknik på Calle Flygare Teaterskola.

## Karriär
Sara Bull arbetar som frilansjournalist. Hon började sin journalistkarriär på tidningen Nyheterna i Oskarshamn som reporter, fotograf och lokalredaktör. Därefter var hon programledare och redaktör på Sveriges Televisions lokalredaktion Smålandsnytt. Hon var under flera år reporter på Rapport, Aktuellt och Korrespondenterna. Sara Bull har under årens lopp arbetat som producent/redaktör för flera stora tv-produktioner såsom Sveriges Historia med Martin Timell och Dick Harrison för Tv4, Världens Barn med Anne Lundberg och Rickard Olsson och Året med kungafamiljen för Sveriges Television. Sara Bull har också varit med och programutvecklat och producerat serier som Från Sverige till himlen och När livet vänder. 
År 2012 var Sara Bull producent för Sveriges Televisions sändningar i samband med prinsessan Estelles dop i Slottskyrkan och 2013 var hon producent för Sveriges Televisions direktsändning av bröllopet mellan prinsessan Madeleine och Christopher O'Neill då Ebba von Sydow var programledare. I samband med Kung Carl XVI Gustafs 40-årsjubileum den 15 september 2013 fick Sara Bull en exklusiv intervju med kungen som sändes i programmet "Kung i 40 år" i Sveriges Television.